# Station Poggenhagen
Station Poggenhagen (Bahnhof Poggenhagen) is een spoorwegstation in de Duitse plaats Poggenhagen in de deelstaat Nedersaksen. Het station ligt aan de spoorlijn Wunstorf - Bremerhaven en is geopend in 1908.

## Indeling
Het station heeft twee zijperrons in bajonetligging, die niet zijn overkapt maar voorzien van abri's. Tussen de perrons ligt de overweg in de straat Bahnhofstraße, waar vanaf ook de perrons te bereiken is. Ook ligt in deze straat de bushalte van het station. Aan de westzijde van de sporen ligt er een parkeerplaats en een fietsenstalling. Het voormalige stationsgebouw staat langs spoor 1 aan de oostkant van de sporen, maar deze wordt als dusdanig niet meer gebruikt.

## Verbindingen
Het station is onderdeel van de S-Bahn van Hannover, die wordt geëxploiteerd door DB Regio Nord. De volgende treinserie doet het station Poggenhagen aan:
| Serie | Treinsoort             | Route                                                                      | Bijzonderheden                     |
| ----- | ---------------------- | -------------------------------------------------------------------------- | ---------------------------------- |
| S2    | S-Bahn (DB Regio Nord) | Nienburg (Weser) – Seelze – Hannover Hbf – Weetzen – Barsinghausen – Haste | Zondags alleen Nienburg - Hannover |